# قزوين

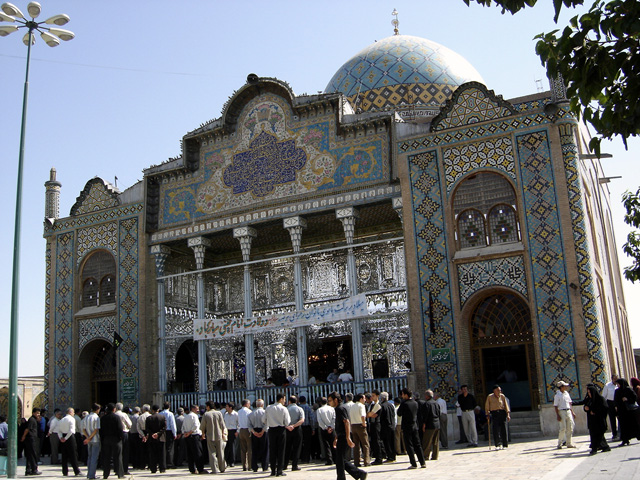
شاهزاده حسين، أحد المعالم المعمارية في مدينة قزوين

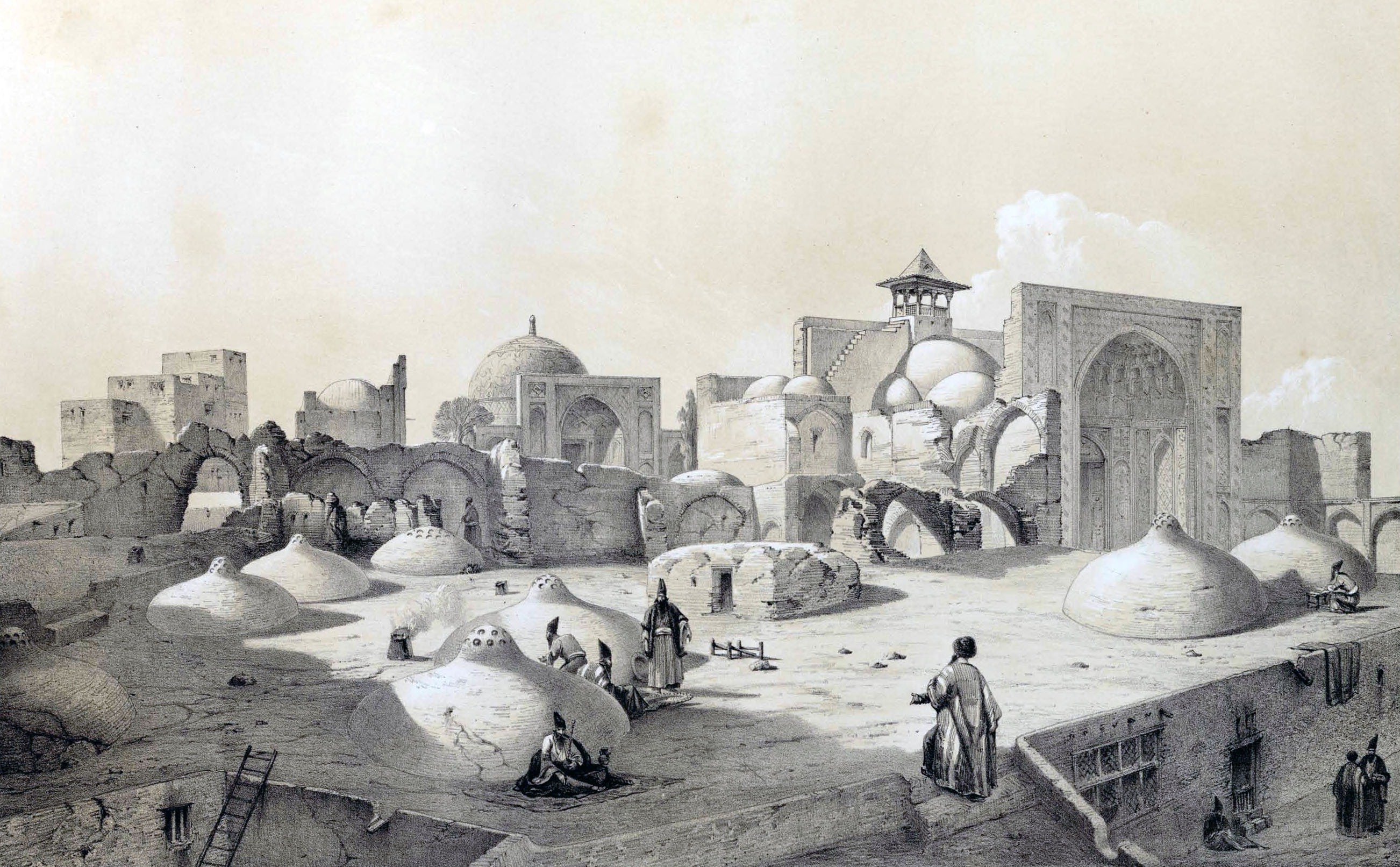

قَزْوِينُ هي عاصمة محافظة قزوين في إيران، وأكبر مدنها. عدد سكانها 331409 نسمة (عام 2005). تبعد حوالي 130 كيلومتر غرب مدينة طهران، ترتفع 1800 متراً فوق مستوى سطح البحر. لها مناخ بارد ولكنه جاف. كانت المدينة موقع عاصمة الإمبراطورية الفارسية. بها أكثر من 2000 مَعلَم معماري تاريخي.

## المناخ
يظهر الجدول التالي التغييرات المناخية على مدار السنة لقزوين:
| البيانات المناخية لـقزوين                 | البيانات المناخية لـقزوين | البيانات المناخية لـقزوين | البيانات المناخية لـقزوين | البيانات المناخية لـقزوين | البيانات المناخية لـقزوين | البيانات المناخية لـقزوين | البيانات المناخية لـقزوين | البيانات المناخية لـقزوين | البيانات المناخية لـقزوين | البيانات المناخية لـقزوين | البيانات المناخية لـقزوين | البيانات المناخية لـقزوين | البيانات المناخية لـقزوين |
| الشهر                                     | يناير                     | فبراير                    | مارس                      | أبريل                     | مايو                      | يونيو                     | يوليو                     | أغسطس                     | سبتمبر                    | أكتوبر                    | نوفمبر                    | ديسمبر                    | المعدل السنوي             |
| ----------------------------------------- | ------------------------- | ------------------------- | ------------------------- | ------------------------- | ------------------------- | ------------------------- | ------------------------- | ------------------------- | ------------------------- | ------------------------- | ------------------------- | ------------------------- | ------------------------- |
| متوسط درجة الحرارة الكبرى °م (°ف)         | 5.1 (41.2)                | 7.6 (45.7)                | 13.7 (56.7)               | 20.0 (68.0)               | 25.9 (78.6)               | 32.2 (90.0)               | 35.6 (96.1)               | 34.6 (94.3)               | 30.9 (87.6)               | 23.1 (73.6)               | 15.4 (59.7)               | 8.1 (46.6)                | 21.0 (69.8)               |
| المتوسط اليومي °م (°ف)                    | 0.2 (32.4)                | 2.4 (36.3)                | 7.7 (45.9)                | 13.2 (55.8)               | 18.3 (64.9)               | 23.4 (74.1)               | 26.7 (80.1)               | 25.8 (78.4)               | 21.9 (71.4)               | 15.5 (59.9)               | 9.2 (48.6)                | 3.1 (37.6)                | 13.9 (57.1)               |
| متوسط درجة الحرارة الصغرى °م (°ف)         | −4.7 (23.5)               | −2.9 (26.8)               | 1.7 (35.1)                | 6.4 (43.5)                | 10.6 (51.1)               | 14.6 (58.3)               | 17.7 (63.9)               | 16.9 (62.4)               | 12.9 (55.2)               | 7.8 (46.0)                | 2.9 (37.2)                | −1.9 (28.6)               | 6.8 (44.3)                |
| الهطول مم (إنش)                           | 44.5 (1.75)               | 40.8 (1.61)               | 52.1 (2.05)               | 41.0 (1.61)               | 34.5 (1.36)               | 5.9 (0.23)                | 1.2 (0.05)                | 1.9 (0.07)                | 0.8 (0.03)                | 21.7 (0.85)               | 27.8 (1.09)               | 44.0 (1.73)               | 316.2 (12.43)             |
| متوسط أيام هطول الأمطار                   | 10.5                      | 10.1                      | 13.3                      | 13.3                      | 12.7                      | 4.5                       | 2.4                       | 2.3                       | 2.0                       | 7.7                       | 7.9                       | 9.7                       | 96.4                      |
| المصدر: World Meteorological Organisation |                           |                           |                           |                           |                           |                           |                           |                           |                           |                           |                           |                           |                           |

## اتصال مع الخارج
- يوسف عليخاني، القاص والروايي من قزوين

## أعلام
- حمد الله المستوفي
- أبو القاسم الرافعي القزويني
- شاهزاده بايزيد
- محمد علي رجائي
- عباس الثاني الصفوي
- أبو الفتوح أحمد الغزالي
- إسماعيل الثاني الصفوي
- طهماسب الأول
- الخطيب القزويني صاحب تلخيص المفتاح في علم البلاغة